# 天主教基多總教區
天主教基多總教區（拉丁語：Archidioecesis Quitensis）是厄瓜多爾一個羅馬天主教教省總教區，下轄六個教區。該總教區是該國四個總教區之一。

## 歷史
1545年1月8日設基多教區，1848年1月13日升為總教區。1995年1月15日總主教獲得厄瓜多爾首席主教頭銜。

## 現況
總教區包括皮欽查省東部五市，2010年有教友2,115,000人（佔轄區總人口90.0%）、173個堂區、433名司鐸。現任總主教為歐爾發·若瑟·埃斯皮諾薩-馬特烏斯，輔理主教為達尼爾·埃切韋里亞-韋爾德索托和達味·以色列·德-拉-托雷-阿爾塔米拉諾，榮休總主教為洛夫·愛德華·貝拉-奇里沃加和福斯督·嘉俾厄爾·特拉維茲。2020年11月15日，荣休总主教奇里沃加去世。